# Ramosulus fulgida
Ramosulus fulgida är en insektsart som först beskrevs av Melichar 1932.  Ramosulus fulgida ingår i släktet Ramosulus och familjen dvärgstritar. Inga underarter finns listade i Catalogue of Life.